# Petrus Dathenus (boekdrukker)
Petrus Dathenus (Leiden, ? - waarschijnlijk Middelburg, 1747), niet te verwarren met de 16e-eeuwse predikant en psalmberijmer Petrus Datheen waarvan hij zei af te stammen, was een Zeeuwse boekverkoper, die de discussie over de psalmberijming van zijn naamgenoot onbedoeld aanwakkerde, welke uiteindelijk leidde tot de totstandkoming van de psalmberijming van 1773.
Hij werd geboren te Leiden maar had Middelburgse wortels en als zodanig werd hij daar in 1721 poorter en gildebroeder om het beroep van boekverkoper te kunnen uitvoeren. In 1724 werd hij drukker van de Staten van Zeeland. Van 1734-1736, 1738-1740, 1742-1744 en van 1746 tot zijn dood was hij ouderling van de gereformeerde kerk in de Zeeuwse hoofdstad.
In 1745 raakte hij in conflict met de Middelburgse predikant Andreas Andriessen, die in de voorrede van een gedichtenbundel de 16e-eeuwse psalmberijming van Datheen, die zeer geliefd was bij de 'kleyne luyden', wegzette als 't laffe en zoutloos woordenlym van 't oude en ongerymt Datheensche rym. Dathenus, een overtuigd afstammeling van Datheen, klom in de pen en dreigde Andriessen 'in geschrifte aan te tasten'. Nog voor hij hiertoe in staat was, stierf hij echter in 1747. Andriessen publiceerde vervolgens in 1756 zijn Aanmerkingen op de psalmberymingen van Petrus Dathenus: in welke uit het algemeen gebrek van taal- en dightkunde, onheblyke wantaal van psalm tot psalm voorkomende, en ongelykvormigheidt aan den text, derzelver onbestaanbaar gebruik, en noodtzaaklykheidt der veranderinge vertoont en aangedrongen wordt. Er zouden nog een aantal bijdragen van zijn hand volgen, die onderdeel vormden van de discussie over een nieuwe psalmberijming. Deze discussie leidde uiteindelijk na Andriessens dood (in 1768) in 1773 tot de totstandkoming van een nieuwe psalmberijming.

## Werk
- 1741: Lof der christelyke mededeelzaamheid in rym, Middelburg (in Picarta foutief onder Datheen zelf geplaatst)